# Anima Mundi (film)
Anima Mundi è un documentario del 1992 diretto da Godfrey Reggio. Nonostante le somiglianze con gli altri film della trilogia qatsi, Anima Mundi non viene considerato parte di essa.

## Trama
Anima Mundi è documentario privo di dialoghi. Esso si concentra sulla natura, la fauna selvatica e analizza diversi ecosistemi e popolazioni animali: giungle, insetti e forme di vita marine.

## Distribuzione
La distribuzione del documentario è curata dalla società di produzione e distribuzione milanese Casa delle Visioni.

## Colonna sonora
La colonna sonora è un elemento centrale del documentario, ed è stata creata da Philip Glass (già autore delle colonne sonore per i film della trilogia qatsi).

### Tracce
1. The Journey – 1:48
2. The Ark – 4:33
3. The Garden – 4:37
4. The Beginning – 4:07
5. Living Waters – 3:51
6. Perpetual Motion – 5:35
7. The Witness – 4:11

Durata totale: 28:42